# OK K.O.! Să fim eroi!
OK K.O.!: Să fim eroi (engleză OK K.O.! Let's Be Heroes, sau pe scurt OK K.O.!) este un serial de animație american creat de Ian Jones-Quartey pentru Cartoon Network. Serialul este bazat pe episodul pilot al lui Jones-Quartey Lakewood Plaza Turbo, lansat ca parte a proiectului "Summer Shorts" din 2013 al lui Cartoon Network. Este produs de Cartoon Network Studios. Seria web a început pe canalul YouTube al lui Cartoon Network și pe Cartoon Network Video pe 4 februarie 2016.
Pe 9 martie 2017, aproape patru ani după premiera scurt-metrajului original, Cartoon Network a comandat un serial întreg s-a propus pentru producție și a avut premiera pe 1 august 2017. Secvența de titlu a fost realizată la storyboard de artistul japonez Hiroyuki Imaishi, cofondatorul Studio Trigger. Serialul a durat trei sezoane, cu ultimul episod fiind difuzat pe 6 septembrie 2019.
În România, seria de scurt-metraje a început mai întâi pe 25 septembrie 2017 pe Cartoon Network, în urma căreia premiera oficială a serialului a fost pe 6 noiembrie în același an.

## Premisă
Serialul este plasat în anul futurist 201X, și se învârte asupra personajului principal K.O. în eforturile sale de a deveni cel mai mare erou al lumii. Acesta lucrează la Magazinul lui Gar, un magazin pentru rechizite de supereroi din mall-ul Lakewood. Alături de el sunt și cei mai buni prieteni ai săi și colegi de muncă Radicles, un extraterestru narcisist și apatetic, și Enid, o adolescentă cu abilități ninja și ce se poartă ca sora mai mare, precum și alți eroi ce frecventează zona.

## Personaje

### Personaje principale
- K.O. - este personajul principal al serialului, ce are în jur de 6-11 ani. El este fiul lui Carol și cel mai nou angajat la "Magazinul lui Gar" din mall-ul Lakewood. K.O este foarte optimist, loial și dornic să ajute pe oricine. Deși poate fi naiv, se poate baza ușor pe prietenii săi, de care îi pasă enorm. De asemenea, K.O. este uimit cu ușurință de orice ține de eroism sau arme și caută tot timpul sfaturi despre cum să fie un erou adevărat, de obicei de la mama lui. El ține foarte mult la aceasta, deși nu știe prea multe despre ea, după cum este văzut în episodul "Ești cea mai bună mamă", unde îi află pentru prima dată numele și trecutul ei ca parte din echipa de eroi P.O.I.N.T.; K.O. s-a întristat după ce a aflat că aceasta a părăsit echipa aproape în același timp când a devenit însărcinată cu el și s-a considerat vinovat că i-a distrus cariera ca erou, dar până la urmă a aflat că nu el a fost motivul pentru care Carol a părăsit echipa. Personalitatea lui K.O. vine, cel mai probabil, de la absența tatălui său și dorința sa de a fi masculin și nu este foarte inteligent pentru vârsta lui, neștiind pentru mult timp că Mr. Logic este un robot sau că mama sa îi gătește mâncarea. În episodul "Carl", K.O. este închis în subconștientul său de către latura sa malefică, T.K.O., dar reușește să se elibereze în finalul serialului "Let's Fight to the End" și îl integrează pe T.K.O. în interiorul său, salvându-i pe toți. La finalul episodului epilog "Thank You for Watching the Show", K.O., acum adult, devine un erou legendar și noul proprietar al Magazinului lui Gar. La începutul serialului K.O. este un erou destul de slab, dar dă adesea dovadă că ar putea fi mai puternic de cât pare și puterile sale cresc pe măsură ce serialul progresează, nivelul său curent de erou fiind 4; la finalul serialului, nivelul de erou al lui K.O., acum adult, a devenit 100.
- Enid - este o adolescentă umană (în episodul "Ziua părinților" s-a dezvăluit că este de fapt vrăjitoare) ce lucrează la casieria din Magazinul lui Gar și pretinde că este o ninja și că părinții ei, un vârcolac și un vampir, sunt un supermodel și un spion, până când K.O și Rad au aflat adevărul. Ea este cea mai practică și cu picioarele pe pământ dintre angajați. Deși este cea mai rațională, Enid nu pare să-și dorească să ajute oamenii cu adevărat, de regulă ascunzându-se sau redirecționând clienții la casierie. Cu toate acestea, când situația iese de sub control, ea este dispusă să o rezolve, precum în episodul "Avem necazuri", unde a convins un grup de petrecăreți să plece și să se redescopere pe ei înșiși. Când era mai tânără, Enid era timidă și nesigură și visa să devină un ninja. În episodul "Ziua părinților", s-a dezvăluit că îi este rușine cu părinții ei, mai ales că acestora nu le place că ea se crede ninja, dar până la urmă ei o acceptă iar în schimb ea se obișnuiește cu ciudățeniile familiei ei. De asemenea, ea a avut puteri de vrăjitoare, dar a uitat mai toate vrăjile cu timpul, și a fost la o "Școală de fantome" când era copil, dar nu i-a plăcut și și-a implorat părinții să o lase să meargă la o școală normală. Cu toate acestea, ea s-a reîntâlnit cu prietenii ei vechi, pe care nu i-a mai văzut de ani de zile. Începând cu episodul "Red Action 3: Ziua Certurilor", ea și Red Action se întâlnesc. La finalul episodului epilog "Thank You for Watching the Show", Enid se alătură Școlii pentru Vrăjitoare iar mai târziu își deschide propria școală de vrăjitoare la mall alături de Red Action. La începutul serialului nivelul ei de erou este 3, dar puterile i-au mai crescut de atunci și nivelul ei curent de erou este 5.Este homosexuală Cinemark Theaters.
- Radicles (sau Rad pe scurt) - este un adolescent extraterestru de pe Planeta X, care lucrează ca distribuitor de rafturi la Magazinul lui Gar, dar de cele mai multe ori lenevește și petrece în loc să muncească. Cu toate acestea, el pretinde adesea că este puternic și îi place să se dea mare. Rad are un exterior masculin, dar în realitate este cel mai sensibil dintre toți supereroii și, după cum este văzut în episodul "Tu ești Rad", posedă o latură sensibilă, pe care refuză să o arate, pentru a nu fi umilit. Mai demult el a fost un slăbănog ce credea că puterile sale de levitație sunt rușinoase, dar cu timpul a învățat să le accepte. Rad se crede de obicei un știe-tot, deși în realitate nu este foarte inteligent, și are uneori tendința să se ia de K.O., dar îi pasă de fapt de el în adânc și îl vede ca un frate mai mic. La finalul episodului epilog "Thank You for Watching the Show", Rad devine liderul Forței Stelare de pe Planeta X iar mai târziu își deschide propria cafenea cu pisici la mall. La începutul serialului nivelul lui de erou este 2, dar puterile lui au mai crescut de atunci și nivelul lui curent de erou este 3.
- Carol - este mama dură, dar iubitoare a lui K.O. și deținătorul unei săli de fitness din mall-ul Lakewood, a cărei clienți ocazionali sunt trei femei vârstnice numite Ginger, Gladys și Gertie. Ea îi dă de regulă fiului ei sfaturi utile pe care doar o mamă le poate da, deși de cele mai multe ori nu este clar ce anume încearcă să-l învețe. Ea este o prietenă apropiată de-a Domnului Gar, care este îndrăgostit de ea, deși Carol nu pare să observe acest lucru; în episodul "T.K.O." este dezvăluit că ea știe totuși de afecțiunea acestuia pentru ea, dar nu pare să-i dea prea multă importanță sau a știut din totdeauna. În același episod, este dezvăluit că ea l-a antrenat pe K.O. să fie un erou încă de când era bebeluș. Pe vremuri, Carol, cunoscută atunci ca Silver Spark, a făcut parte din echipa de eroi renumită P.O.I.N.T. și a început o relație cu un alt membru al echipei, Laserblast, dar acesta a murit aparent în timpul unei misiuni iar ea nu l-a putut salva, deoarece a fost distrasă de Gar. Acest lucru a supărat-o pe Carol, dar a ajuns până la urmă să-l ierte, întrucât, teoretic, acesta i-a salvat viața și știa de afecțiunea lui pentru ea. În sezonul 2, Carol începe o relație cu Gar și este dezvăluit că încă mai lucrează în secret pentru P.O.I.N.T., protejând un copac de glorbi aflat sub mall; în episodul "Mall-ul întunecat", după ce P.O.I.N.T. preia mall-ul timp de 2 luni și începe să exploateze glorbii, Carol realizează că aceștia doar s-au folosit de ea și că nu mai sunt eroii onorabili pe care îi știa, astfel că încetează să mai lucreze pentru ei. La finalul episodului epilog "Thank You for Watching the Show", Carol și Domnul Gar se căsătoresc. Nivelul ei de erou este 11.
- Domnul Gar (nume real: Eugene Garcia) - este supraveghetorul mall-ului Lakewood și proprietarul magazinului unde lucrează K.O., Enid și Rad. El este dur, serios și mândru de mall, făcând tot posibilul să-l protejeze de rele. Totuși, el își lasă angajații să se relaxeze uneori, considerându-l un lucru "normal". Gar se simte inconfortabil și se rușinează ușor în preajma celorlalți mai ales Carol, de care este îndrăgostit în secret și față de care încă se simte vinovat pentru moartea vechiului ei iubit, Laserblast. Pe vremuri, Gar, cunoscut atunci ca El-Bow, a făcut parte din echipa de eroi faimoși P.O.I.N.T., dar a fost concediat după ce a fost, în mod indirect, responsabil pentru moarte aparentă a lui Laserblast. În episodul "Povești despre domnul Gar", este dezvăluit că mall-ul este de fapt un robot uriaș numit Mallamo, iar în episodul "Expediția lui Gar" este dezvăluit că, ani după ce a părăsit echipa, Gar a primit terenul unde a construit mall-ul de la Președintele Universului, care încă îi mai dă misiuni secrete. În episodul "T.K.O.", Gar își admite în sfârșit mândria față de K.O. și afecțiunea față de Carol. În sezonul 2, Gar începe o relație cu Carol și devine astfel o figură paternă pentru K.O.. La finalul episodului epilog "Thank You for Watching the Show", Gar și Carol se căsătoresc; de asemenea, Gar, acum bătrân, se întoarce în orașul său natal pentru a vizita mormântul bunicii sale, care a deținut anterior un magazin ce l-a inspirat pe el să-și deschidă propriul magazin. Nivelul lui de erou este 11.

### Personaje Secundare

#### Angajați la mall-ul Lakewood
- Dendy - este o kappa care se află în aceeași clasă cu K.O. și este pricepută la tehnologie. Ea s-a împrietenit cu K.O. în episodul "Eu sunt Dendy", după ce a descoperit că au foarte multe în comun. Deși Dendy este conștientă de lipsa de experiență a lui K.O., acest lucru nu o uimește când acesta a eliberat din greșeală un virus în mall. Chiar dacă poate părea rece și calculată, Dendy apreciază timpul petrecut alături de K.O. și îl consideră un prieten bun, în "Tu deții controlul" chiar spunându-i că îl iubește și apreciază și că a ajutat-o cu "știința emoțională". Datorită inteligenței ei, Dendy vorbește adesea ca un robot și poate fi foarte distantă. La finalul episodului epilog "Thank You for Watching the Show", Dendy absolvește facultatea și iar mai târziu devine noul CEO al Fabricii de Cartonașe cu Eroi.  La începutul serialului Dendy este un erou destul de slab, dar puterile sale au mai crescut de atunci și nivelul ei curent de erou este 3.
- Real Magic Skeleton (română: Schelet Magic Autentic))- este un angajat la "Magazinul iFrame" deținut de Domnul eFram iFrame. El este un adevărat schelet ambulant și un novice la folosirea magiei, precum și un idealist din naștere. La finalul episodului epilog "Thank You for Watching the Show", el devine noul proprietar al Magazinului iFrame și continuă să lucreze alături de prietenul său cel mai bun, Brandon. La începutul serialului, nivelul lui de erou este 2, dar puterile lui au mai crescut de atunci și nivelul lui curent de erou este 3.
- Brandon - este un angajat la "Magazinul iFrame" și prietenul cel mai bun al lui Real Magic Skeleton. El este un urs umanoid care nu are nicio putere specială și tinde să se relaxeze prea des, ceea ce îl enervează adesea pe Real Magic Skeleton. Cu toate acestea, cei doi au o prietenie puternică. La finalul episodului epilog "Thank You for Watching the Show", Brandon continuă să lucreze cu Real Magic Skeleton, care a devenit noul proprietar al Magazinului iFrame. La începutul serialului, nivelul lui de erou este 2, dar puterile lui au mai crescut de atunci și nivelul lui curent de erou este 3.
- Mr. Logic - este un robot care deține frizeria "Logic Cuts", putând să scaneze pe oricine pentru a le găsi tunsoarea perfectă. În episodul "Tânărul și Logica", este dezvăluit că el este primul robot creat vreodată de Lordul Boxman și l-a ajutat pe acesta să construiască Boxmore. Totuși, insistențele lui Boxman de a distruge mall-ul care era pe atunci încă în construcție în loc să facă noi roboți pentru binele Boxmore l-au făcut pe Logic să plece, care a fost găsit apoi de Domnul Gar, ce l-a convins să devină primul angajat la mall. La finalul episodului epilog "Thank You for Watching the Show", Mr. Logic continuă să dețină o frizerie și în sfârșit se împacă cu Boxman. Nivelul lui de erou este 2.
- Drupe - este o adolescentă căpșună umanoidă, care își petrece timpul cu Red Action și Gregg ca una dintre "Adolescenții tari", râzând adesea de alții pentru a-și ascunde rușinea cu privire la blog-ul ei de modă. În episodul "Hai, ajută-i pe toți!", K.O. o ajută să-și facă blog-ul popular iar în schimb ea devine mai prietenoasă cu K.O. și prietenii lui. În episodul "Primul episod al lui RMS și Brandon", este dezvăluit că Drupe este o prietenă bună de-a lui Real Magic Skeleton și Brandon și că lucrează la o cafenea din mall, după ce Real Magic Skeleton a convins-o în mod indirect că trebuie să facă ceva cu viața ei. Nivelul ei de erou este 1.
- Doamna Mumie - este o mumie care locuiește în depozitul din spate al Magazinului lui Gar și este văzută adesea prin mall. În episodul "Misiunea Carol", este dezvăluit că este o prietenă bună de-a lui Carol și o ajută în secret să protejeze copacul de glorbi aflat sub mall. Nivelul ei de erou este 5.
- Beardo - este un goblin care a imigrat la mall din Țara Goblinilor și deține o rulotă cu burrito numită "Burrito Beardo". La finalul episodului epilog "Thank You for Watching the Show", Beardo se reîntâlnește cu fratele său, Weirdo, și cei doi încep să gătească împreună. Nivelul lui de erou este 5.
- Baby Teeth - este un pui de dinozaur care este mascota oficială a Magazinului lui Gar. Nivelul lui de erou este 1.

#### Membri din echipa P.O.I.N.T.
O organizație de supereroi faimoși, din care au făcut parte pe vremuri Carol și Domnul Gar.
- Foxtail -  este liderul echipei, ce are un fizic musculos și o coadă de vulpe și păr portocaliu, de unde și numele ei. După ce Carol și Domnul Gar au părăsit echipa, în urma morții aparente a lui Laserblast, Foxtail a condus P.O.I.N.T. ca o forță militară, crezând că puterea este singura cale de a-i proteja pe toți. Pe lângă amintirile din trecut ale Domnului Gar, ea apare pentru prima dată în episodul "Point vine la mall", unde este distantă față de Gar și nu este mulțumită cu viața lui nouă la mall. În sezonul 2, este dezvăluit că Foxtail este liderul Secțiunii de Putere a Academiei P.O.I.N.T., unde se antrenează eroii tineri, și are așteptări mari de la toți elevii, susținând că nu toți eroii se nasc egali și că doar câțiva sunt vrednici să se alăture echipei. De asemenea, ea dorește să obțină acces la copacul de glorbi de sub mall-ul Lakewood, pentru a mări forțele trupelor ei folosind glorbii, și, în episodul "Mall-ul întunecat', ea reușește în cele din urmă să preia controlul asupra mall-ului timp de 2 luni, transformându-l într-o fabrică de glorbi, dar este învinsă și o numește pe Elodie noul lider al echipei, în timp ce ea se pensionează. La finalul episodului epilog "Thank You for Watching the Show", ea este văzută bucurându-se de pensionare alături de Doctor Greyman, Rippy Roo și Sunshine. Nivelul ei de erou este cel puțin 10.
- Doctor Greyman - este un extraterestru gri care poartă o pălărie fedora și un fular mov și este un geniu al științei, fiind "creierul" echipei. El avea puteri telekinetice, dar și le-a pierdut din cauza unei arme care absoarbe puterile eroilor, chiar înainte de incidentul care a rezultat în moartea aparentă a lui Laserblast și plecarea din echipă a lui Carol și Domnului Gar. În sezonul 2, el este mult mai bătrân și, deși nu mai este la fel de admirat ca pe vremuri, din cauză că nu mai are puteri, este liderul Secțiunii de Înțelepciune a Academiei P.O.I.N.T.. Greyman este mai târziu dezvăluit a fi creatorul lui Chip Damage și este concediat de Foxtail de la Academia P.O.I.N.T., după ce a refuzat să o ajute pe aceasta cu planurile ei. El apare pentru ultima dată în episodul "Daunele lui Chip", unde îi convinge pe K.O. și Elodie să-l lase pe Chip Damage dezactivat. La finalul episodului epilog "Thank You for Watching the Show", el este văzut bucurându-se de pensionare alături de Foxtail, Rippy Roo și Sunshine. Nivelul lui de erou nu este cunoscut.
- Rippy Roo - este un cangur mic și albastru cu mănuși de box și unul dintre "novicii" echipei inițiale, alături de Carol și Domnul Gar. Datorită naturii sale simpatice, ea era, cel mai probabil, considerată mascota echipei. Ea nu vorbește niciodată clar, deși ceilalți membri ai echipei puteau s-o înțeleagă, iar marsupiul său este o adevărată gaură de vierme, putând să depoziteze orice în el. Rippy a părăsit echipă după moartea aparentă a lui Laserblast, nemulțumită de drumul pe care o lua aceasta. Ea se întoarce în episodul "Ce s-a întâmplat cu... Rippy Roo?", unde se reîntâlnește după mult timp cu Carol și este dezvăluit că a devenit un om de știință și a încercat să-l reînvie pe Laserblast, dar fără succes. La finalul episodului epilog "Thank You for Watching the Show", ea este văzută bucurându-se de pensionare alături de Foxtail, Doctor Greyman și Sunshine. Nivelul ei de erou nu este cunoscut.
- Chip Damage - este un erou mare și puternic care este admirat de toți eroii tineri. Este dezvăluit mai târziu că el este de fapt un robot creat de Doctor Greyman, pentru a-l înlocui pe Laserblast după moartea aparentă a acestuia. El apare prima dată în episodul "Point vine la mall", unde este dezvăluit că îi pasă mai mult de fanii lui decât să ajute lumea și astfel nu reușește să salveze mall-ul, K.O. și Enid fiind nevoiți să o facă în locul lui. Cu toate acestea, el rămâne un erou sensibil și o inspirație pentru eroii tineri. Este dezvăluit mai târziu că el este controlat în secret cu o telecomandă de către Foxtail, care îl pune să folosească glorbi să mărească puterile eroilor din clasa lui de la Academia P.O.I.N.T., precum Elodie și Sparko, dar este în cele din urmă oprit și dezactivat. În episodul "Daunele lui Chip", K.O. și Elodie încearcă să-l reactiveze, dar Doctor Greyman îi convinge să-l lase așa cum este și să facă loc generațiilor noi de eroi. Nivelul lui de erou este 10.
- Sunshine - este un nor umanoid și liderul Secțiunii de Carismă a Academiei P.O.I.N.T.. Spre deosebire de ceilalți membri ai echipei, ea este foarte optimistă și susținătoare cu elevii ei, mai ales când își folosește puterile solare. Cu toate acestea, ea poate fi uneori dură și neiertătoare și să se transforme într-un nor întunecat și mohorât. La finalul episodului epilog "Thank You for Watching the Show", ea este văzută bucurându-se de pensionare alături de Foxtail, Doctor Greyman și Rippy Roo. Nivelul ei de erou este necunoscut.
- Elodie - este o eroină faimoasă de la Academia P.O.I.N.T. și vechea prietenă din copilărie a lui Enid, până când a trădat-o și i-a luat locul la Academie. Ea apare prima dată în episodul "Trebuie să-ți pese", unde sosește la mall și se reîntâlnește cu Enid după mult timp, care o învinge într-o luptă de revanșă. În ciuda atitudinii ei de indiferență și dorință de a fi cea mai bună, lui Elodie încă îi mai pasă de Enid și dorește să fie din nou prietene, dar alege să ascundă aceste sentimente. În sezonul 2, Elodie se împacă în cele din urmă cu Enid, când aceasta sosește la Academia P.O.I.N.T., și chiar pierde un meci în favoarea ei și mai târziu o ajută să descopere adevărul despre Chip Damage, care a injectat-o în secret cu glorbi, la ordinele lui Foxtail. În timp ce Enid alege să părăsească Academia, Elodie rămâne, deoarece simte că a muncit din greu pentru a ajunge unde este și dorește să facă școala un loc mai bun, și apare mai târziu în episodul "Mall-ul întunecat", ajutând-o pe Foxtail cu planurile ei, dar cu timpul își dă seama că judecata acesteia nu este corectă și în cele din urmă se întoarce împotriva ei; la finalul episodului, după ce Foxtail este învinsă și se pensionează, ea o numește pe Elodie noul lider al echipei P.O.I.N.T.. La finalul episodului epilog "Thank You for Watching the Show", Elodie este văzută conducând Academia P.O.I.N.T.. Nivelul ei de erou este 4.

#### Alți eroi
- Red Action - este o adolescentă cyborg din viitor și o fostă membră a unei echipe de eroi din anul 301X numită Hue Troop, ajungând în prezent după ce a distrus din greșeală Cristalul Prismă al echipei. Ea apare prima dată în episodul "Hai, ajută-i pe toți!", unde face parte din "Adolescenții tari" împreună cu Drupe și Gregg, râzând împreună de alții, din cauză că sunt nesigure pe ele însele. După ce K.O. o ajută să obțină o tunsoare nouă de la Mr. Logic, ea devine mai prietenoasă și amabilă. În episodul "Înapoi la Red Action", ea se împrietenește cu Enid după ce aceasta o ajută să găsească o versiune trecută a Cristalului Prismă, pentru a fi iertată de Hue Troop. În episodul "Red Action în viitor", ea se întoarce în anul 301X pentru a-și ajuta echipa să lupte o amenințare, folosindu-se de Enid pentru a scurta durata războiului de la ani la câteva ore, astfel încât să se poată bucura de tinerețea ei în prezent. Începând cu episodul "Red Action 3: Ziua Certurilor", ea și Enid se întâlnesc. La finalul episodului epilog "Thank You for Watching the Show", ea este văzută ajutând-o pe Enid cu noua ei școală pentru vrăjitoare. La începutul serialului, nivelul ei de erou este 4, dar puterile ei au mai crescut de atunci și nivelul ei curent de erou este 5.
- Gregg - o pasăre albă uriașă și parte din "Adolescenții tari", fiind o prietenă bună cu Red Action și Drupe. Ea nu vorbește prea mult și este mereu de acord cu prietenele ei, dar are și ea dorințe ascunse. În episodul "Hai, ajută-i pe toți!", după ce K.O. o ajută să descopere acest lucru, ea devine mai deschisă și prietenoasă. Nivelul ei de erou este necunoscut.
- Bell Beefer - este o creatură mare și musculoasă și un prieten bun de-al lui Rad și Mega Football Baby. El este maro, poartă doar nișe pantaloni rupți și nu pare prea inteligent. Nivelul lui de erou este 0.
- Mega Football Baby - este un bebeluș uriaș îmbrăcat ca un fotbalist și un prieten bun de-al lui Rad. Ca și acesta, el poate fi adesea egocentric și se poartă foarte imatur, dar în schimb este atletic. Nivelul lui de erou este 1.
- Nick Army - este un expert comando și prietenul cel mai bun al lui Joff. La finalul episodului epilog "Thank You for Watching the Show", el și Joff se căsătoresc. Nivelul lui de erou este 4.
- Joff - este un călugăr shaolin și prietenul cel mai bun al lui Nick Army. La finalul episodului epilog "Thank You for Watching the Show", el și Nick Army se căsătoresc. Nivelul lui de erou este 4.
- Punching Judy - este o fată luptătoare cu mănuși de box. Ea are inima unui adevărat luptător, care iubește să se bată și mereu lovește mai întâi, apoi pune întrebări. Nivelul ei de erou este 3.
- Vikingul Ted - este un erou musculos ce poarta un coif de viking și o eșarfa care este de fapt o vulpe vorbitoare pe nume Foxy. Barba sa îi acoperă toată fața și nu vorbește prea mult, Foxy fiind cea care, de regulă, vorbește în numele amândurora. Nivelul lui de erou este 2.
- Neil - este un erou aspirant care dorește să devină un supererou ca cei din benzi desenate într-o bună zi, dar este foarte plictisitor și se sperie ușor. Nivelul lui de erou este 4.
- Shy Ninja - este un ninja care, după cum îi sugerează și numele, este destul de timidă și rușinoasă, adesea dispărând într-un nor de fum de fiecare dată când cineva încearcă să vorbească cu ea. Nivelul ei de erou este 3.
- Rex Th' Bunny - este un iepure galben care s-a prăbușit aproape de mall-ul Lakewood și lucrează ca un vânător de recompense. El pretinde că este dur și nu petrece timpul cu adolescenții de la mall, pe care nu îi consideră suficienți de tari, dar mai mereu începe lupte cu oponenți mai mari decât el și poate fi foarte drăguț. Nivelul lui de erou este 4.
- Holo-Jane - este o adolescentă umană albastră care este văzută adesea pe fundal, sau, mai bine zis, holograma ei este văzută. Ea are picioare de robot și pare să știe că întreaga lume este un serial TV. Nivelul ei de erou este 3.
- Sparko - este un erou de la Academia P.O.I.N.T. care s-a împrietenit cu Enid cât timp aceasta s-a aflat la Academie. El nu vorbește prea mult și poate să tragă cu fulgere, chiar având un fulger uriaș în loc de picioare. Nivelul lui de erou este 3.

#### Alte personaje
- Colewort - este un brocoli cam de aceeași vârstă ca și K.O. El este foarte timid și nu vorbește prea mult, dar este un prieten bun de-al lui Potato și este posibil să se întâlnească cu ea în secret. La finalul episodului epilog "Thank You for Watching the Show" , el și Potato se căsătoresc. Parte din timiditatea sa se datorează nivelului său mic de erou, acesta fiind 0 la începutul serialului, dar puterile lui au mai crescut de atunci și nivelului lui curent de erou este 1.
- Potato - este un iepure de aceeași vârstă ca și K.O. și o prietenă bună de-a lui Colewort, cu care este posibil să se întâlnească în secret. La finalul episodului epilog "Thank You for Watching the Show", ea și Colewort se căsătoresc. Nivelul ei de erou este 1.
- Cameleon Jr. - este un cameleon cam de aceeași vârstă ca și K.O.. El este foarte răsfățat și îi place să se dea mare, mai ales cu privire la tatăl său. La finalul episodului epilog "Thank You for Watching the Show", Cameleon Jr. a devenit mai puțin răsfățat datorită unui program, pe care acum ajută să îl promoveze. Nivelul lui de erou este 1.
- Gladys - este o doamnă în vârstă care frecventează sala de fitness deținută de Carol. Ea este verde, deoarece este parte reptilă. La finalul episodului epilog "Thank You for Watching the Show", ea și Gerie sunt păcălite de Ginger că a murit. Nivelul ei de erou este 4.
- Gertie -  este o doamnă în vârstă care frecventează sala de fitness deținută de Carol. Ea are patru brațe și, ca și Carol, este în secret un agent P.O.I.N.T., responsabil cu păzirea copacului de glorbi de sub mall. La finalul episodului epilog "Thank You for Watching the Show", ea și Gladys sunt păcălite de Ginger că a murit. Nivelul ei de erou este 3.
- Ginger -  este o doamnă în vârstă care frecventează sala de fitness deținută de Carol. Deși este cea mai bătrână și scundă, ea este totodată și cea mai activă și plină de viață. La finalul episodului epilog "Thank You for Watching the Show", ea le păcălește pe Gladys și Gerie că a murit. La începutul serialului nivelul ei de erou este 3, dar puterile ei au mai crescut de atunci și nivelul ei curent de erou este 4.
- Joe Cuppa - este un fost comediant faimos, care are o cană de cafea în loc de cap. El apare prima dată în episodul "El este Joe Cuppa", unde este dezvăluit că este de fapt foarte sărac și fără prieteni, astfel că K.O. îl ajută să se angajeze la Magazinul lui Gar, până când este descoperit de un director de film care, cel mai probabil, i-a redat faima. Nivelul lui de erou este 4.
- Crinkly Wrinkly - este o vulpe mov bătrână și destul de nebună. El nu are casă și astfel se plimbă prin mall și își face adesea de cap, sau spune povești de pe vremea lui, dintre care niciuna nu are sens. Nivelul lui de erou este 8.
- Dynamite Watkins - este reporterul de știri al mall-ului Lakewood. Ea este foarte energetică și entuziastă și iubește să-și facă reportajele într-un mod foarte extrem. Nivelul ei de erou este 2.
- Pird - este o pasăre umanoidă foarte timidă. El este văzut adesea prin Magazinul lui Gar, având o cerere stupidă sau tremurând de frică. La finalul episodului epilog "Thank You for Watching the Show", Pird își găsește o familie, care seamănă și se comportă toți ca și el. Nivelul lui de erou este 0.
- Skateboard Nerd - este o placă de skatebord umanoidă foarte inteligentă, dar toată lumea îl consideră un tocilar. Nivelul lui de erou este 2.
- Doamna Quantum (cunoscută anterior ca Bad Apple) - este profesoara lui K.O. și Dendy. Ea este un fost răufăcător cunoscut ca Bad Apple și încă mai are tendințe rele, fiind foarte rea și nemiloasă cu elevii ei. Nivelul ei de erou este -1.
- Bernard - este tatăl vârcolac al lui Enid. El este un tată iubitor și foarte prietenos cu oaspeții. Nivelul lui de erou este necunoscut.
- Wilhamena - este mama vampir a lui Enid. Ea este o mamă iubitoare și, deși nu știa de dorința lui Enid de a fi ninja, ajunge să o accepte și să-și încurajeze fiica, ca orice mamă. Nivelul ei de erou este necunoscut.
- Icky și Boris - sunt frații gemeni mai mici ai lui Enid. Icky are un cap de dovleac ce strălucește în întuneric, în timp ce Boris arată ca Frankenstein. Nivelul lor de erou este necunoscut.
- Dogmun - este un câine umanoid radioactiv care este văzut adesea pe fundal. Nivelul lui de erou este 1.

### Răufăcători

#### Voxmore
Cunoscut anterior ca Boxmore, este o fabrică de muniții, în principal roboți, pentru răufăcători, care se află de cealaltă parte a drumului față de mall-ul Lakewood.
- Lord Boxman - este fondatorul și CEO-ul Boxmore, care este obsedat să distrugă mall-ul, deoarece urăște prietenia și o vede ca pe o slăbiciune. Este dezvăluit că numele său real este "Flăcăul Boxman" și că a construit Boxmore cu ajutorul primului său robot, Mr. Logic, dar acesta a ajuns să-l abandoneze pe Boxman după ce el a devenit obsedat să distrugă mall-ul. După aceasta, Boxman a construit numeroși alți roboți care să-l ajute cu planurile sale malefice, dar niciunul nu este la fel de inteligent ca și Mr. Logic și de cele mai multe ori eșuează. Boxman își vede toți roboții ca pe copiii săi, dar urăște eșecul și astfel îi distruge de fiecare dată când aceștia sunt învinși sau doar îl enervează. La finalul episodului "Tu deții controlul', Boxman este concediat după ce a pierdut încrederea investitorilor săi prin a fi preocupat să distrugă mall-ul în loc să se ocupe de afacere. Cu toate acestea, el se întoarce în episodul "Afacerea e în faliment", unde Profesorul Venomous cumpără Boxmore, redenumindu-l Voxmore, și îl numește pe Boxman din nou CEO. În episodul "Canalul video al lui Dendy", Boxman părăsește Boxmore pentru totdeauna, după ce Venomous a devenit Venomous Întunecat, prea malefic chiar și pentru standardele sale, și își abandonează roboții, dar se întoarce în finalul serialului "Let's Fight to the End", unde ajută eroii să se lupte cu T.K.O. și se împacă cu roboții săi, spunându-le în sfârșit că îi iubește. La finalul episodului epilog "Thank You for Watching the Show", Boxman lasă Boxmore în moștenirea lui Ernesto, Jethro și Mikayla, iar el se împacă cu Venomous; de asemenea, el și Venomous sunt văzuți mai târziu purtând verighete identice, sugerând că s-au căsătorit. Nivelul lui de erou este -10.
- Darrell - este "fiul" adolescent robot al lui Boxman, care are o pușcă cu lasere instalată în braț, precum și numeroase copii, putând să-și transfere conștiința de la una la alta în cazul în care este distrus. El are, de asemenea, mai multe versiunii, precum Mega Darrell, și toți Darrell-ii funcționează ca o minte colectivă, ceea ce nu este neapărat un lucru bun, deoarece, dacă cu toții sunt activi în același timp, atunci și mintea lui Darrell este împărțită și astfel își poate pierde ușor concentrarea. Darrell este destul de prostănac, nu se supără la insultele tatălui său, și are o obsesie ciudată să poarte tot felul de costume. De asemenea, el era considerat preferatul tatălui său, până la creerea lui Boxman Jr.. În episodul  "Tu deții controlul', după ce Boxman Jr. este distrus iar Boxman este concediat, Darrell câștigă încrederea investitorilor acestuia în schimb și este numit noul CEO al Boxmore, conducând ca Lord Cowboy Darrell. El se dovedește a fi un lider mai eficient și face multe îmbunătățiri Boxmore-ului, dar în cele din urmă îi înapoiază compania lui Boxman, după ce acesta l-a recunoscut pe Darrell ca liderul mai bun. În episodul "Canalul video al lu Dendy", după ce Voxmore dă faliment și Boxman își abandonează toți roboții, inclusiv pe Darrell, aceștia devin eroi. Totuși Boxman se întoarce în finalul serialului "Let's Fight to the End" și se împacă cu roboții săi, cu toți ajutând apoi eroi în lupta cu T.K.O.. La finalul episodului epilog "Thank You for Watching the Show", Darrell își deschide propria fermă. Nivelul lui de erou este -4.
- Shannon - este "fiica" adolescentă roboti a lui Boxman, ce își poate transforma mâinile și picioarele în fierăstraie și, ca și Darrell, are numeroase copii, putând să-și transfere conștiința de la una la alta în cazul în care este distrusă. Ea este mult mai capabilă și bine echipată decât Darrell și se întrece adesea cu el pentru a-i dovedi tatălui lor că ea este cea mai bună, urmându-i orice ordin, oricât de straniu, fără a se îndoi o clipă. Cu toate acestea, ea ține mult la fratele ei, deși refuză să o arate. În episodul "Canalul video al lu Dendy", după ce Voxmore dă faliment și Boxman își abandonează toți roboții, inclusiv pe Shanon, aceștia devin eroi. Totuși Boxman se întoarce în finalul serialului "Let's Fight to the End" și se împacă cu roboții săi, cu toți ajutând apoi eroi în lupta cu T.K.O.. La finalul episodului epilog "Thank You for Watching the Show", Shannon își începe propria emisiune TV, cu copiile ei pe post de audiență și Raymond și copiile sale ca o trupă muzicală.  Nivelul ei de erou este -4.
- Raymond- este "fiul" adolescent robot al lui Boxman, care se îmbracă la modă, are o afinitate pentru trandafiri și luptă folosind echipamente sportive. Ca și Darrell și Shannon, el are numeroase copii, putând să-și transfere conștiința de la una la alta în cazul în care este distrus. Raymond este mai eficient și puternic decât frații săi și are același simț al rivalității ca și ei, încercând constant să-i dovedească tatălui lor că el este cel mai bun dintre copiii săi. În episodul "Canalul video al lu Dendy", după ce Voxmore dă faliment și Boxman își abandonează toți roboții, inclusiv pe Raymond, aceștia devin eroi. Totuși Boxman se întoarce în finalul serialului "Let's Fight to the End" și se împacă cu roboții săi, cu toți ajutând apoi eroi în lupta cu T.K.O.. La finalul episodului epilog "Thank You for Watching the Show", Raymond și câteva copii ale sale formează o trupă muzicală, care joacă în emisiunea TV a lui Shannon. Nivelul lui de erou este -3.
- Ernesto - este "fiul" robot al lui Boxman, care are un singur ochi și forma unei sfere uriașe, poartă un joben și, ca și frații săi, are numeroase copii, putând să-și transfere conștiința de la una la alta în cazul în care este distrus, precum și mai multe versiuni. El este al doilea robot creat vreodată de Boxman, după Mr. Logic, și face în principal muncă de briou la Boxmore, dar, când este trimis să atace mall-ul, se dovedește a fi un luptător eficient. În episodul "Canalul video al lu Dendy", după ce Voxmore dă faliment și Boxman își abandonează toți roboții, inclusiv pe Ernesto, aceștia devin eroi. Totuși Boxman se întoarce în finalul serialului "Let's Fight to the End" și se împacă cu roboții săi, cu toți ajutând apoi eroi în lupta cu T.K.O.. La finalul episodului epilog "Thank You for Watching the Show", Ernesto, împreună cu Jethro și Mikayla, moștenește Boxmore de la Boxman. Nivelul lui de erou este -5.
- Jethro - este "fiul" copil robot al lui Boxman, care nu poate decât să meargă înainte și înapoi pe șenilele sale și să spună "Eu sunt Jethro". Ca și frații săi, el are numeroase copii, putând să-și transfere conștiința de la una la alta în cazul în care este distrus, precum și mai multe versiuni, precum Mega Jethro. Totuși, spre deosebire de aceștia, el are o programare foarte simplă, neputând să gândească pe cont propriu și având un singur scop: să se deplaseze spre mall. Acest lucru îi enervează de regulă pe Rad și Enid, deoarece Jethro este foarte ușor de învins și lupta cu el este o pierdere de timp. Cu toate acestea, în episodul "Eu sunt Jethro", un Jethro a căpătat conștiință proprie după ce a fost supraîncărcat cu glorbi și momentan se ascunde printre frații săi, așteptând momentul potrivit să înceapă o revoltă în Voxmore. În episodul "Canalul video al lu Dendy", după ce Voxmore dă faliment și Boxman își abandonează, toți Jethro-ii sunt distruși, dar este dezvăluit mai târziu că acel Jethro a reușit să scape. Aceste Jethro se întoarce alături de Boxman în finalul serialului "Let's Fight to the End" și ajută eroii în lupta împotriva lui T.K.O.. La finalul episodului epilog "Thank You for Watching the Show", Jethro, împreună cu Ernesto și Mikayla, moștenește Boxmore de la Boxman. Nivelul lui de erou este -1.
- Mikayla - este "animalul de companie" robot al lui Boxman, care seamănă cu o pisică și se comportă destul de mult ca una. Ca și ceilalți roboți, ea are numeroase copii, putând să-și transfere conștiința de la una la alta în cazul în care este distrusă, dar nu este la fel de inteligentă ca și ceilalți, deoarece este proiectată să fie un animal, deși poate fi destul de inteligentă și agilă în luptă și să-și spună numele. În episodul "Canalul video al lu Dendy", după ce Voxmore dă faliment și Boxman își abandonează toți roboții, inclusiv pe Mikayla, aceștia devin eroi. Totuși Boxman se întoarce în finalul serialului "Let's Fight to the End" și se împacă cu roboții săi, cu toți ajutând apoi eroi în lupta cu T.K.O.. La finalul episodului epilog "Thank You for Watching the Show", Mikayla, împreună cu Ernesto și Jethro, moștenește Boxmore de la Boxman. Nivelul ei de erou nu este cunoscut.
- Boxman Jr. - este "fiul" bebeluș robot al lui Boxman și cea mai recentă creați a acestuia, care, în ciuda vârstei sale, este totodată și cea mai puternică. El apare foarte puțin în episodul "Știri în acțiune", unde Boxman încearcă să-l țină secret, și apare oficial în episodul "Tu deții controlul", unde îi este instalat un cip primit de la Profesorul Venomous și este trimis să distrugă mall-ul. El aproape reușește, dar este oprit de K.O., care a reușit să-și controleze puterea de T.K.O. pentru a-l distruge. Nivelul lui de erou nu este cunoscut.
- Profesorul Venomous / Tipul din Umbră (cunoscut anterior ca Laserblast) - este un om de știință malefic respectat și unul dintre clienții loiali ai Lordului Boxman, pe care îl vizitează ocazional și își exprimă admirația față de Boxmore. El este, de asemenea, cel care i-a dat lui Boxman cipul folosit pentru crearea lui Boxman Jr., cel mai puternic robot al său de până atunci. În episodul "Afacerea e în faliment", el cumpără Boxmore folosind banii obținuți prin stoarcere de la o parlamentară, redenumindu-l Voxmore, și îl repune pe Boxman CEO, astfel încât cei doi continuă să fie parteneri de afaceri iar Venomous îl ajută să-și îmbunătățească afacerea și roboții. În episodul "Marea dezvăluire", Venomous le dezvăluie lui K.O. și Carol că el este de fapt Laserblast, unul dintre membrii originali ai echipei de eroi faimoși P.O.I.N.T., precum și fostul iubit al lui Carol și tatăl lui K.O.. S-a crezut că el a murit în timpul unei misiuni după ce a descoperit o ascunzătoare a unui răufăcător și a fost absorbit într-o gaură neagră, dar realitate aceea era ascunzătoarea lui unde a făcut experimente și a reușit să creeze niște arme care le absorb eroilor puterile. El a fost nevoit să-și distrugă ascunzătoarea și să-și însceneze moartea pentru a păstra secretul, dar a ajuns să-și piardă puterile în urma accidentului și, încercând să le recupereze, a făcut experimente pe el însuși, care i-au făcut pielea mov. Începând cu episodul "Să fim întunecați!", K.O. îl vizitează ocazional pe Venomous, pentru a încerca să se apropie mai mult de el. În același episod este dezvăluit că Tipul din Umbră, un personaj misterios care l-a dezlănțuit prima dată pe T.K.O. în episodul "T.K.O." și de atunci l-a urmărit de la distanță pe K.O., este de fapt alter-ego-ul mai întunecat al lui Venomous, de care acesta nu știa și află de-abia în acel episod. Deși Venomous îi promite lui K.O. că va încerca să scape de Tipul din Umbră, acesta preia controlul asupra corpului său în episodul "Carl", devenind Venomous Întunecat, și îl dezlănțuie din nou pe T.K.O., formând apoi o alianță cu el pentru a deveni cel mai temut duo de răufăcători. În finalul serialului "Let's Fight to the End", Tipul din Umbră este distrus de T.K.O. după ce acesta află că doar s-a folosit de el , înainte ca Venomous și Fink să fie teleportați de Președintele Universului pe o altă planetă pe care o atacă după dorințele inimilor lor. La finalul episodului epilog "Thank You for Watching the Show", ei se întorc pe Pământ iar Venomous se împacă cu Boxman; de asemenea, el și Boxman sunt mai târziu văzuți purtând verighete identice, sugerând că s-au căsătorit. Nivelul lui de erou ca Laserblast era 8, ca Venomous este -7, iar ca Tipul din Umbră și Venomous Întunecat este -8.
- Fink - este un șoarece umanoid care îl însoțește peste tot pe Profesorul Venomous, ca asistenta și garda lui de corp. Acesta este ca un tată pentru ea și o tratează cu afecțiune. În luptă, ea folosește glorbi pentru a-ș mări puterile și devine Turbo Fink. În episodul "Să fim întunecați", este dezvăluit că Fink știa că Venomous este tatăl lui K.O., precum și de alter-ego-ul acestuia, Tipul din Umbră, de care nu-i place, deoarece nu este la fel de afectuos cu ea. În finalul serialului "Let's Fight to the End", Fink și Venomous sunt teleportați de Președintele Universului pe o altă planetă pe care o atacă după dorințele inimilor lor. La finalul episodului epilog "Thank You for Watching the Show", ei se întorc pe Pământ iar Fink devine un jucător profesionist la Esports. Nivelul ei de erou nu este cunoscut.

#### Alți răufăcători
- Cosma - este o reptilă portocalie cu puteri telekinetice, putând să facă obiecte să dispară și reapară cu mintea și să-și modifice corpul la un nivel molecular pentru a se transforma într-un monstru uriaș. Ea este, de asemenea, liderul investitorilor lui Boxman și îl concediază pe acesta când pierde prea mult timp cu atacurile asupra mall-ului în loc să se preocupe de afacere, deși Boxman își recaptă slujba după ce Profesorul Venomous cumpără Boxmore. La finalul episodului epilog "Thank You for Watching the Show", Cosma mănâncă luna imediat după ce a fost cumpărată de Billiam William. Nivelul ei de erou nu este cunoscut.
- Vormulax - este un extraterestru malefic și inamicul principal al lui Shy Ninja. Corpul ei este făcut în principal din fum mov și negru și are puterea de a se teleporta. Nivelul ei de erou este -6.
- Billiam Milliam - este un investitor extrem de bogat, care are pielea aurie pentru a-i reflecta avuția. El este unul dintre investitorii lui Boxman, dar nu pare să-l ia prea în serios. La finalul episodului epilog "Thank You for Watching the Show", el cumpără luna, numai ca aceasta să fie imediat mâncată de Cosma. Nivelul lui de erou nu este cunoscut.
- Steamborg - este un robot făcut din pietre plutitoare și unul dintre vechii inamici ai echipei P.O.I.N.T.. Nivelul lui de erou nu este cunoscut.
- Turbo K.O. (sau T.K.O. pe scurt) - este manifestarea sentimentelor negative ale lui K.O., în principal furie, frustrare și neajutorare. El este opusul complet al lui K.O., astfel că este antisocial, furios și răutăcios chiar și cu cei mai apropiați prieteni ai lui K.O.. El apare prima dată în episodul "T.K.O.", unde Tipul din Umbră îl păcălește pe K.O. să-și dezlănțuie toate sentimentele negative, ceea ce îl eliberează pe T.K.O.. Acesta ajunge să-i bată pe toți cei de la mall, dar K.O. reușește în cele din urmă să-l învingă și să-l închidă înapoi în el, după ce cei doi ajung la o înțelegere, T.K.O. putând să-și exprime liber frustrarea și să-și folosească puterile în interiorul său, fără a-și pierde controlul. Totuși, acest lucru nu îl elimină complet pe T.K.O. iar el și K.O. sunt acum permanent "legați" împreună. T.K.O. se întoarce în câteva dintre episoadele viitoare, când K.O. îl vizitează în mintea sa. Cu timpul, T.K.O. devine mai înțelegător și amabil cu K.O., dar, în episodul "Casa lui T.K.O.", este dezvăluit că el nu își mai poate controla frustrarea și are o criză existențială din cauza obsesiei Tipului din Umbră cu privire la K.O.. În urma unei interogații, T.K.O., deși nu primește toate răspunsurile dorite, este mai împăcat după ce el și K.O. îl creează împreună pe Perfect K.O. (P.K.O.), astfel încât amândoi dețin în mod egal controlul asupra corpului lui K.O.. Totuși, în episodul "T.K.O. Rules", T.K.O. preia controlul complet asupra corpului și face din nou numai probleme, astfel că ajunge să fie închis permanent în subconștientul lui K.O., dar reușește să se elibereze în episodul "Carl" și preia controlul asupra corpului lui K.O., pe care îl închide în subconștient, pentru a vorbi personal cu Venomous cu privire la Tipul din Umbră, după ce a aflat că acesta este alter-ego-ul lui; în schimb, el ajunge să fie convins să formeze o alianță cu Venomous Întunecat, împreună cei doi devenind cel mai temut duo de răufăcători. În finalul serialului "Let's Fight to the End", T.K.O. îl distruge pe Tipul din Umbră după ce află că acesta doar s-a folosit de el și în sfârșit se împacă cu K.O., care repreia controlul asupra corpului său și îl acceptă pe T.K.O. ca o parte din el. Nivelul lui de erou este -99 în episodul "Let's Fight to the End", după ce a primit numeroși glorbi pentru a-și mări puterile.

## Producție
Pentru a promova desenul, șeful de conținut Cartoon Network Rob Sorcher a sugestionat într-un interviu că acesta va deveni un serial complet. Artiștii diverși de poveste de asemenea au fost văzuți pe Twitter. Pe 9 martie, pe blogul oficial PlayStation, VP-ul jocurilor producțiilor digitale Cartoon Network Chris Waldron a anunțat că un serial este în lucru, pe lângă care și un joc video. Primele 6 episoade au fost lansate online pe 13 iunie 2017, înainte de premiera oficială.

## Joc video
Un joc pe telefon, numit OK K.O.! Lakewood Plaza Turbo, a fost lansat pe Android și iOS pe 4 februarie 2016 pe gratis. Acesta reprezintă un joc cu bătaie făcut de Double Stallion Games și lansat de Cartoon Network.
Capybara Games a lucrat la un joc bazat pe acest serial pentru PlayStation 4, Xbox One, și Windows. Este intitulat OK K.O.! Let's Play Heroes și a fost lansat pe 23 ianuarie 2018.

## Episoade
| Premiera originală | Premiera în România | N/o | Titlu român                         | Titlu englez                         |  |
| ------------------ | ------------------- | --- | ----------------------------------- | ------------------------------------ |  |
|                    |                     |     |                                     |                                      |  |
| EPISOD PILOT       |                     |     |                                     |                                      |  |
|                    |                     |     |                                     |                                      |  |
| 21.05.2013         | 18.09.2018          | P1  | Lakewood Plaza Turbo                | Lakewood Plaza Turbo                 |  |
|                    |                     |     |                                     |                                      |  |
| PRIMUL SEZON       |                     |     |                                     |                                      |  |
|                    |                     |     |                                     |                                      |  |
| 01.08.2017         | 06.11.2017          | 01  | Să fim eroi                         | Let's Be Heroes                      |  |
|                    |                     |     |                                     |                                      |  |
| 01.08.2017         | 06.11.2017          | 02  | Să fim prieteni!                    | Let's Be Friends!                    |  |
|                    |                     |     |                                     |                                      |  |
| 01.08.2017         | 07.11.2017          | 03  | Hai, ajută-i pe toți!               | You're Everybody's Sidekick          |  |
|                    |                     |     |                                     |                                      |  |
| 01.08.2017         | 08.11.2017          | 04  | Am încurcat-o                       | We Messed Up                         |  |
|                    |                     |     |                                     |                                      |  |
| 02.08.2017         | 09.11.2017          | 05  | Jethro e doar al tău                | Jethro's All Yours                   |  |
|                    |                     |     |                                     |                                      |  |
| 02.08.2017         | 10.11.2017          | 06  | Ești nivel 100                      | You're Level 100                     |  |
|                    |                     |     |                                     |                                      |  |
| 03.08.2017         | 13.11.2017          | 07  | Rivalitate între frați              | Sibling Rivalry                      |  |
|                    |                     |     |                                     |                                      |  |
| 03.08.2017         | 14.11.2017          | 08  | Eu sunt Dendy                       | I Am Dendy                           |  |
|                    |                     |     |                                     |                                      |  |
| 04.08.2017         | 15.11.2017          | 09  | Mai ai ceva în spate?               | Do You Have Any More in the Back?    |  |
|                    |                     |     |                                     |                                      |  |
| 04.08.2017         | 16.11.2017          | 10  | Tatăl meu îl poate bate pe al tău!  | My Dad Can Beat Up Your Dad!         |  |
|                    |                     |     |                                     |                                      |  |
| 07.08.2017         | 17.11.2017          | 11  | Tu mă înțelegi                      | You Get Me                           |  |
|                    |                     |     |                                     |                                      |  |
| 08.08.2017         | 20.11.2017          | 12  | Tu ești Rad                         | You Are Rad                          |  |
|                    |                     |     |                                     |                                      |  |
| 09.08.2017         | 21.11.2017          | 13  | Ca o pietricică                     | Just Be a Pebble                     |  |
|                    |                     |     |                                     |                                      |  |
| 10.08.2017         | 22.11.2017          | 14  | El este Joe Cuppa                   | Presenting Joe Cuppa                 |  |
|                    |                     |     |                                     |                                      |  |
| 14.08.2017         | 23.11.2017          | 15  | Avem necazuri                       | We've Got Pests                      |  |
|                    |                     |     |                                     |                                      |  |
| 15.08.2017         | 01.12.2017          | 16  | Povești despre domnul Gar           | Legends of Mr. Gar                   |  |
|                    |                     |     |                                     |                                      |  |
| 16.08.2017         | 27.11.2017          | 17  | Ești cea mai bună mamă              | Know Your Mom                        |  |
|                    |                     |     |                                     |                                      |  |
| 17.08.2017         | 30.12.2017          | 18  | Suntem capturați!                   | We're Captured                       |  |
|                    |                     |     |                                     |                                      |  |
| 21.08.2017         | 09.01.2018          | 19  | Înfruntă-ți temerile                | Face Your Fears                      |  |
|                    |                     |     |                                     |                                      |  |
| 22.08.2017         | 20.04.2018          | 20  | Toți îl plac pe Rad?                | Everybody Likes Rad?                 |  |
|                    |                     |     |                                     |                                      |  |
| 23.08.2017         | 21.04.2018          | 21  | Trebuie să-ți pese                  | You Have to Care                     |  |
|                    |                     |     |                                     |                                      |  |
| 24.08.2017         | 17.04.2018          | 22  | Bal la mall                         | Plaza Prom                           |  |
|                    |                     |     |                                     |                                      |  |
| 01.09.2017         | 25.04.2018          | 23  | A doua primă întâlnire              | Second First Date                    |  |
|                    |                     |     |                                     |                                      |  |
| 01.09.2017         | 01.05.2018          | 24  | O ultimă ocazie                     | One Last Score                       |  |
|                    |                     |     |                                     |                                      |  |
| 04.09.2017         | 16.04.2018          | 25  | T.K.O.                              | T.K.O.                               |  |
| 04.09.2017         | 16.04.2018          | 26  | T.K.O.                              | T.K.O.                               |  |
|                    |                     |     |                                     |                                      |  |
| 08.09.2017         | 23.04.2018          | 27  | Nu mai ataca mall-ul                | Stop Attacking the Plaza             |  |
|                    |                     |     |                                     |                                      |  |
| 15.09.2017         | 27.04.2018          | 28  | Avem purici                         | We've Got Fleas                      |  |
|                    |                     |     |                                     |                                      |  |
| 22.09.2017         | 30.04.2018          | 29  | Gata cu cartonașele                 | No More Pow Cards                    |  |
|                    |                     |     |                                     |                                      |  |
| 29.09.2017         | 24.04.2018          | 30  | Soarta unui erou                    | A Hero's Fate                        |  |
|                    |                     |     |                                     |                                      |  |
| 29.09.2017         | 02.05.2018          | 31  | Hai să facem un filaj               | Let's Have a Stakeout                |  |
|                    |                     |     |                                     |                                      |  |
| 06.10.2017         | 04.05.2018          | 32  | Lui Rad îi plac roboții             | Rad Likes Robots                     |  |
|                    |                     |     |                                     |                                      |  |
| 06.10.2017         | 03.05.2018          | 33  | Canalul video al lui K.O.           | KO's Video Channel                   |  |
|                    |                     |     |                                     |                                      |  |
| 09.10.2017         | 26.04.2018          | 34  | Puterea e în mâinile voastre        | The Power is Yours                   |  |
|                    |                     |     |                                     |                                      |  |
| 13.10.2017         | 18.12.2018          | 35  | Zile de glorie                      | Glory Days                           |  |
|                    |                     |     |                                     |                                      |  |
| 20.10.2017         | 30.11.2017          | 36  | Jocurile olimpice ale mall-ului     | Plazalympics                         |  |
|                    |                     |     |                                     |                                      |  |
| 27.10.2017         |                     | 37  |                                     | We Got Hacked                        |  |
|                    |                     |     |                                     |                                      |  |
| 27.10.2017         | 07.05.2018          | 38  | Ziua părinților                     | Parents Day                          |  |
|                    |                     |     |                                     |                                      |  |
| 3.11.2017          | 21.12.2018          | 39  | Înapoi la Red Action                | Back in Red Action                   |  |
|                    |                     |     |                                     |                                      |  |
| 10.11.2017         | 20.12.2018          | 40  | Sa luăm o pauză                     | Let's Take a Moment                  |  |
|                    |                     |     |                                     |                                      |  |
| 17.11.2017         | 19.12.2018          | 41  | Petrecerea răufăcătorilor           | Villains' Night Out                  |  |
|                    |                     |     |                                     |                                      |  |
| 17.11.2017         | 20.12.2018          | 42  | Dădacele răufăcători                | Villains' Night In                   |  |
|                    |                     |     |                                     |                                      |  |
| 19.02.2018         | 17.12.2018          | 43  | Să urmărim episodul pilot           | Let's Watch the Pilot                |  |
|                    |                     |     |                                     |                                      |  |
| 19.02.2018         | 18.12.2018          | 44  | Târgul științific de mistere 201X   | Mystery Science Fair 201X            |  |
|                    |                     |     |                                     |                                      |  |
| 26.02.2018         | 24.12.2018          | 45  | Primul episod al lui RMS și Brandon | RMS & Brandon's First Episode        |  |
|                    |                     |     |                                     |                                      |  |
| 26.02.2018         | 19.12.2018          | 46  | Tânărul și logica                   | Lad & Logic                          |  |
|                    |                     |     |                                     |                                      |  |
| 05.03.2018         | 24.12.2018          | 47  | OK Dendy!                           | OK Dendy! Let's Be K.O.!             |  |
|                    |                     |     |                                     |                                      |  |
| 12.03.2018         | 21.12.2018          | 48  | Hai să nu fim scheleți              | Let's Not Be Skeletons               |  |
|                    |                     |     |                                     |                                      |  |
| 12.03.2018         | 26.12.2018          | 49  | Știrile în acțiune                  | Action News                          |  |
|                    |                     |     |                                     |                                      |  |
| 19.03.2018         | 27.12.2018          | 50  | Cina perfectă                       | The Perfect Meal                     |  |
|                    |                     |     |                                     |                                      |  |
| 19.03.2018         | 28.12.2018          | 51  | Sper să zboare                      | Hope This Flies                      |  |
|                    |                     |     |                                     |                                      |  |
| 06.04.2018         | 25.12.2018          | 52  | Tu deții controlul                  | You're in Control                    |  |
| 06.04.2018         | 25.12.2018          | 53  | Tu deții controlul                  | You're in Control                    |  |
|                    |                     |     |                                     |                                      |  |
| SEZONUL 2          |                     |     |                                     |                                      |  |
|                    |                     |     |                                     |                                      |  |
| 05.05.2018         | 26.12.2018          | 54  | Schimbare de sezon                  | Seasons Change                       |  |
|                    |                     |     |                                     |                                      |  |
| 05.05.2018         | 27.12.2018          | 55  | Lordul Cowboy Darrell               | Lord Cowboy Darrell                  |  |
|                    |                     |     |                                     |                                      |  |
| 05.05.2018         | 28.12.2018          | 56  | Festivalul de filme din mall        | Plaza Film Festival                  |  |
|                    |                     |     |                                     |                                      |  |
| 05.05.2018         | 31.12.2018          | 57  | Să fim o echipă                     | Be a Team                            |  |
|                    |                     |     |                                     |                                      |  |
| 12.05.2018         | 31.12.2018          | 58  | Draga mea Carol                     | My Fair Carol                        |  |
|                    |                     |     |                                     |                                      |  |
| 12.05.2018         | 02.01.2019          | 59  | Să ne uităm la Spectacolul Boxmore  | Let's Watch the Boxmore Show         |  |
|                    |                     |     |                                     |                                      |  |
| 12.05.2018         | 02.01.2019          | 60  | Totul e o iluzie                    | Your World Is an Illusion            |  |
|                    |                     |     |                                     |                                      |  |
| 12.05.2018         | 01.01.2019          | 61  | Liber la rău                        | The So-Bad-Ical                      |  |
|                    |                     |     |                                     |                                      |  |
| 19.05.2018         | 01.01.2019          | 62  | Point vine la mall                  | Point to the Plaza                   |  |
|                    |                     |     |                                     |                                      |  |
| 19.05.2018         | 03.01.2019          | 63  | Casa lui T.K.O.                     | T.K.O.'s House                       |  |
|                    |                     |     |                                     |                                      |  |
| 19.05.2018         | 13.05.2019          | 64  | Red Action merge în viitor          | Red Action to the Future             |  |
|                    |                     |     |                                     |                                      |  |
| 19.05.2018         | 13.05.2019          | 65  | Puterea lui Dendy                   | Dendy's Power                        |  |
|                    |                     |     |                                     |                                      |  |
| 02.07.2018         | 14.05.2019          | 66  | Livrare specială                    | Special Delivery                     |  |
|                    |                     |     |                                     |                                      |  |
| 02.07.2018         | 14.05.2019          | 67  | Înțelepciune, putere și carismă     | Wisdom, Strength and Charisma        |  |
|                    |                     |     |                                     |                                      |  |
| 02.07.2018         | 15.05.2019          | 68  | Gustul dulce-acrișor al rivalității | Bittersweet Rivals                   |  |
|                    |                     |     |                                     |                                      |  |
| 02.07.2018         | 15.05.2019          | 69  | Ești pregătit de megafotbal?        | Are You Ready for Some Megafootball? |  |
|                    |                     |     |                                     |                                      |  |
| 02.07.2018         | 16.05.2019          | 70  | Misterioasa petrecere în pijamale   | Mystery Sleepover                    |  |
|                    |                     |     |                                     |                                      |  |
| 08.10.2018         | 17.05.2019          | 71  | Legături încurcate                  | Crossover Nexus                      |  |
|                    |                     |     |                                     |                                      |  |
| 21.10.2018         | 18.05.2019          | 72  | O petrecere monstruoasă             | Monster Party                        |  |
|                    |                     |     |                                     |                                      |  |
| 16.12.2018         | 20.05.2019          | 73  | Reduceri de ziua nimicului          | Super Black Friday                   |  |
|                    |                     |     |                                     |                                      |  |
| 12.05.2019         | 16.05.2019          | 74  | Examenele finale                    | Final Exams                          |  |
|                    |                     |     |                                     |                                      |  |
| 12.05.2019         | 18.05.2019          | 75  | Misiunea Carol                      | CarolQuest                           |  |
|                    |                     |     |                                     |                                      |  |
| 19.05.2019         | 17.05.2019          | 76  | Duhul sucului                       | Soda Genie                           |  |
|                    |                     |     |                                     |                                      |  |
| 19.05.2019         | 19.05.2019          | 77  | Singur în mall                      | Plaza Alone                          |  |
|                    |                     |     |                                     |                                      |  |
| 26.05.2019         | 19.05.2019          | 78  | Afacerea e în faliment              | Boxman Crashes                       |  |
|                    |                     |     |                                     |                                      |  |
| 26.05.2019         | 20.05.2019          | 79  | În numele maleficului               | All in the Villainy                  |  |
|                    |                     |     |                                     |                                      |  |
| 02.06.2019         | 05.08.2019          | 80  | Cercetașii asistenți                | Sidekick Scouts                      |  |
|                    |                     |     |                                     |                                      |  |
| 02.06.2019         | 21.05.2019          | 81  | Jak-urile țicnite                   | Whacky Jakyz                         |  |
|                    |                     |     |                                     |                                      |  |
| 09.06.2019         | 05.08.2019          | 82  | Proiectul stilul Ray                | Project Ray Way                      |  |
|                    |                     |     |                                     |                                      |  |
| 09.06.2019         | 06.08.2019          | 83  | Eu sunt Jethro                      | I Am Jethro                          |  |
|                    |                     |     |                                     |                                      |  |
| 16.06.2019         | 21.05.2019          | 84  | Expediția lui Gar                   | GarQuest                             |  |
|                    |                     |     |                                     |                                      |  |
| 16.06.2019         | 08.08.2019          | 85  | Gar o antrenează pe Punching Judy   | Gar Trains Punching Judy             |  |
|                    |                     |     |                                     |                                      |  |
| 23.06.2019         | 06.08.2019          | 86  | O zi pe plajă                       | Beach Episode                        |  |
|                    |                     |     |                                     |                                      |  |
| 23.06.2019         | 08.08.2019          | 87  | Haide U.A.!                         | OK A.U.! Alternate Universe          |  |
|                    |                     |     |                                     |                                      |  |
| 30.06.2019         | 07.08.2019          | 88  | Săptămâna sănătății cu K.O.         | K.O.'s Health Week                   |  |
|                    |                     |     |                                     |                                      |  |
| 30.06.2019         | 07.08.2019          | 89  | Boala extraterestră a lui Rad       | Rad's Alien Sickness                 |  |
|                    |                     |     |                                     |                                      |  |
| 30.06.2019         | 09.08.2019          | 90  | Mall-ul întunecat                   | Dark Plaza                           |  |
| 30.06.2019         | 09.08.2019          | 91  | Mall-ul întunecat                   | Dark Plaza                           |  |
|                    |                     |     |                                     |                                      |  |
| SEZONUL 3          |                     |     |                                     |                                      |  |
|                    |                     |     |                                     |                                      |  |
| 07.07.2019         | 27.01.2020          | 92  | Suntem eroi                         | We Are Heroes                        |  |
|                    |                     |     |                                     |                                      |  |
| 07.07.2019         | 27.01.2020          | 93  | K.O., Rad și Enid                   | K.O., Rad, and Enid!                 |  |
|                    |                     |     |                                     |                                      |  |
| 14.07.2019         | 28.01.2020          | 94  | Regula lui T.K.O.                   | T.K.O. Rules!                        |  |
|                    |                     |     |                                     |                                      |  |
| 14.07.2019         | 29.01.2020          | 95  | Daunele lui Chip Damage             | Chip's Damage                        |  |
|                    |                     |     |                                     |                                      |  |
| 21.07.2019         | 29.01.2020          | 96  | K.O. versus Fink                    | K.O. vs. Fink                        |  |
|                    |                     |     |                                     |                                      |  |
| 21.07.2019         | 30.01.2020          | 97  | Capcana K.O.                        | The K.O. Trap                        |  |
|                    |                     |     |                                     |                                      |  |
| 28.07.2019         | 30.01.2020          | 98  | Ce s-a întâmplat cu Rippy Roo?      | Whatever Happened to... Rippy Roo?   |  |
|                    |                     |     |                                     |                                      |  |
| 28.07.2019         | 31.01.2020          | 99  | Planeta X                           | Planet X                             |  |
|                    |                     |     |                                     |                                      |  |
| 04.08.2019         | 31.01.2020          | 100 | Vacanță în spațiu                   | Deep Space Vacation                  |  |
|                    |                     |     |                                     |                                      |  |
| 04.08.2019         | 28.01.2020          | 101 | Să îl cunoaștem pe Sonic            | Let's Meet Sonic                     |  |
|                    |                     |     |                                     |                                      |  |
| 11.08.2019         | 03.02.2020          | 102 | Marea dezvăluire                    | Big Reveal                           |  |
|                    |                     |     |                                     |                                      |  |
| 11.08.2019         | 03.02.2020          | 103 | Salvare radicală                    | Radical Rescue                       |  |
|                    |                     |     |                                     |                                      |  |
| 18.08.2019         | 04.02.2020          | 104 | O parte mai întunecoasă             | Let's Get Shadowy                    |  |
|                    |                     |     |                                     |                                      |  |
| 18.08.2019         | 04.02.2020          | 105 | Ești un prieten bun, K.O.           | You're a Good Friend, K.O.           |  |
|                    |                     |     |                                     |                                      |  |
| 25.08.2019         | 05.02.2020          | 106 | Red Action 3: Ziua împăcării        | Red Action 3: Grudgement Day         |  |
|                    |                     |     |                                     |                                      |  |
| 25.08.2019         | 05.02.2020          | 107 | Carl                                | Carl                                 |  |
|                    |                     |     |                                     |                                      |  |
| 06.09.2019         | 06.02.2020          | 109 | Canalul lui Dendy                   | Dendy's Video Channel                |  |
|                    |                     |     |                                     |                                      |  |
| 06.09.2019         | 07.02.2020          | 110 | Să luptăm până la capăt             | Let's Fight to the End               |  |
| 06.09.2019         | 07.02.2020          | 111 | Să luptăm până la capăt             | Let's Fight to the End               |  |
|                    |                     |     |                                     |                                      |  |
| 06.09.2019         | 10.02.2020          | 112 | Mulțumim că ne-ați urmărit          | Thank You for Watching the Show      |  |
|                    |                     |     |                                     |                                      |  |
| SCURTMETRAJE       |                     |     |                                     |                                      |  |
|                    |                     |     |                                     |                                      |  |
| 04.02.2016         | 29.09.2017          | S1  | KO                                  | KO                                   |  |
|                    |                     |     |                                     |                                      |  |
| 05.02.2016         |                     | S2  | Enid                                | Enid                                 |  |
|                    |                     |     |                                     |                                      |  |
| 06.02.2016         | 26.09.2017          | S3  | Rad                                 | Rad                                  |  |
|                    |                     |     |                                     |                                      |  |
| 13.12.2016         | 28.09.2017          | S4  | Carol                               | Carol                                |  |
|                    |                     |     |                                     |                                      |  |
| 22.12.2016         |                     | S5  |                                     | Enid's Bad Day                       |  |
|                    |                     |     |                                     |                                      |  |
| 25.12.2016         | 25.09.2017          | S6  |                                     | Barrels and Crates                   |  |
|                    |                     |     |                                     |                                      |  |
| 29.12.2016         | 27.09.2017          | S7  |                                     | Rad Cries                            |  |
|                    |                     |     |                                     |                                      |  |
| 01.01.2017         | 02.10.2017          | S8  |                                     | Rad's Van                            |  |
|                    |                     |     |                                     |                                      |  |
| 03.05.2017         | 03.10.2017          | S9  |                                     | Commercial                           |  |
|                    |                     |     |                                     |                                      |  |
| 03.05.2017         |                     | S10 |                                     | Power-Up!!!                          |  |
|                    |                     |     |                                     |                                      |  |
| 03.05.2017         | 04.10.2017 (online) | S11 |                                     | Dendy                                |  |
|                    |                     |     |                                     |                                      |  |
| 03.05.2017         | 05.10.2017 (online) | S12 |                                     | Boxmore Infomercial                  |  |
|                    |                     |     |                                     |                                      |  |
| 02.08.2017         |                     | S13 |                                     | Let's Do It Together!                |  |
|                    |                     |     |                                     |                                      |  |
| 22.11.2017         |                     | S14 |                                     | KO's Inner Monologue                 |  |
|                    |                     |     |                                     |                                      |  |
| 28.11.2017         |                     | S15 |                                     | Action News                          |  |
|                    |                     |     |                                     |                                      |  |
| 28.11.2017         |                     | S16 |                                     | The Life of Darrell                  |  |
|                    |                     |     |                                     |                                      |  |
| 28.11.2017         |                     | S17 |                                     | Where in the World Is Mr. Gar        |  |
|                    |                     |     |                                     |                                      |  |
| 28.11.2017         |                     | S18 |                                     | Rad Vs Enid                          |  |
|                    |                     |     |                                     |                                      |  |